# Ракетни крайцери тип „Тикондерога“
Тикондерога (на английски: Ticonderoga) са серия ракетни крайцери на ВМС на САЩ. Корабите от този тип са първите бойни кораби от ВМС на САЩ, носещи бойната информационно-управляваща система (БИУС) „Аеджис“. Главният кораб на серията е поръчан през 1978 г. като разрушител УРО (DDG-47), но на 1 януари 1980 г., още преди да е окончателно построен, е прекласифициран на крайцер с УРО (USS Ticonderoga (CG-47)) поради съществено по-високите му бойни възможности. Като основа за разработката им са взети корпусът и механизмите на разрушителите от типа „Спрюенс“.

## Конструкция
Крайцерите от типа „Тикондерога“ имат характерен корпус с далеч изтеглен напред в носа полубак, на 85% от неговата дължина, клиперен нос и транцева кърма. Обводите на корпуса са проектирани с оглед намаляване на амплитудите на бордовото и киловото люлеене и съпротивлението на водата при движение на кораба. На основа опита от експлоатацията на типа „Спрюенс“ общата дължина на кораба, за сметка на удължената носова част, е увеличена с 1,1 м, на нея има специален фалшборд с дължина около 40 и височина около 1,4 м за намаляване на въздействията на вълните в щормово време върху носовите установки – 127-мм АУ и УВП (установка за вертикален пуск). Със същата цел крайцерите имат система за стабилизация на люлеенето и бордови килове.
Съгласно проекта крайцера продължително време трябва да поддържа скорост от 20 възела при 7 бално вълнение. Комините са разнесени по бордовете и дължината на кораба. Зад ходовия мостик и в средната част на надстройката има решетчести мачти.
В конструкцията на кораба широко се използвани също и дълговечни материали (алуминиеви сплави, пластмаса, износоустойчиви покрития). Погребите за боеприпаси на корабите са защитени с 25-мм стоманени плочи. Най-важните части на надстройката са допълнително защитени с локални панели. Горната палуба има винилово покритие.
По сравнение с другите американски кораби на крайцерите от типа „Тикондерога“ е увеличена площта на жилищните помещения, които са поместени в средната част на корпуса и в надстройката. Койките са групирани в блокове по шест броя и са разделени с леки прегради. Конструкторите са предвидили и специални помещения за почивка и занимания.
Всеки крайцер от типа „Тикондерога“ е приспособен за действия в условията на използване на оръжия за масово унищожение. В корпуса и на надстройката липсват илюминатори. Всички вътрешни помещения са оборудвани със система за климатизация на въздуха.
На кораба са монтирани лентови транспортьори и елеватори за предаването на товари от горната палуба към по-долните и преместването им по отсеци. Един от транспортьорите подсигурява хоризонталното преместване на товарите по цялото протежение на кораба – от носа до кърмата. В носовата и кърмовата части са оборудвани два поста за прием на товари, доставяни чрез вертолети.
Модулната конструкция на оборудването дава възможност да се използва метода за агрегатен ремонт и бързо да се сменят неизправните блокове от личния състав на кораба и обслужващата го плавбаза.

## Въоръжение
На първите пет кораба от типа „Тикондерога“ има обикновените двурелсови универсални установки за изстрелване на противокорабните ракети „Харпун“, зенитните „Стандарт“ и противолодъчните АСРОК. Започвайки от шестия кораб, те са заменени с установките за вертикален пуск (УВП) на ракети Mark 41 с клетки-контейнери. Използването на УВП позволява да се повиши живучестта на установките, да се увеличи боезапаса и номенклатурата на изстрелваните ракети, да се съкрати времето за реакция. Типовия боекомплект на УВП на крайцерите от типа „Тикондерога“ е 26 крилати ракети „Томахоук“, 16 ПЛУР ASROC или RUM-139 VL-Asroc и 80 ЗУР „Стандарт-2“ – всичко 122 ракети в два модула.
В периода 2000 – 2011 г. всички крайцери „Тикондерога“ са модернизирани за възможност да използват ракетите-прихващачи RIM-161 Standard Missile 3. Тези ракети позволяват, с помощта на насочване от радара на „Аеджис“, да се поразяват отвъдатмосферни цели на дистанция от 500 км и на височина до 160 км. На 21 февруари 2008 г. крайцерът USS „Lake Erie“, с помощта на такава ракета, провежда успешно прихващане на неуправляемия спътник USA-193 на дистанция от 275 км.

## Представители на проекта
Всичко са построени 27 крайцера с УРО от типа „Тикондерога“. 11 от тях – номера от CG-63 до CG-73 – са извадени в резерва през 2015 финансова година за икономия на средства.
В строй остават 10 крайцера.
| Статус                                      | Брой |
| ------------------------------------------- | ---- |
| В строй                                     | 10   |
| Отписани от флота, в резерв                 | 12   |
| Отписани от флота, за утилизиране           | 0    |
| Отписани от флота, утилизирани или потопени | 5    |
| Общо                                        | 27   |

| Име                                               | Номер | Корабостроителница | Порт на базиране | Поръчан    | Заложен    | Спуснат    | В строй    | Статус                                                                               |
| ------------------------------------------------- | ----- | ------------------ | ---------------- | ---------- | ---------- | ---------- | ---------- | ------------------------------------------------------------------------------------ |
| USS Ticonderoga (CG-47)                           | CG-47 | Ingalls            | н/д              | 22.09.1978 | 21.01.1980 | 25.04.1981 | 22.01.1983 | Утилизиран през 2022                                                                 |
| USS Yorktown (CG-48)                              | CG-48 | Ingalls            | н/д              | 28.04.1980 | 19.10.1981 | 17.01.1983 | 04.07.1984 | Утилизиран през 2024                                                                 |
| USS Vincennes (CG-49)                             | CG-49 | Ingalls            | н/д              | 28.08.1981 | 19.10.1982 | 14.04.1984 | 16.07.1985 | Утилизиран през 2011                                                                 |
| USS Valley Forge (CG-50)                          | CG-50 | Ingalls            | н/д              | 28.08.1981 | 14.04.1983 | 23.06.1984 | 18.01.1986 | Потопен като кораб мишена на 2.11.2006 на изпитателния полигон близо до Кауаи, Хавай |
| USS Thomas S. Gates (CG-51)                       | CG-51 | Bath               | н/д              | 20.05.1982 | 31.08.1984 | 14.12.1985 | 22.08.1987 | Утилизиран през 2017                                                                 |
| USS Bunker Hill (CG-52)                           | CG-52 | Ingalls            | Бремъртън        | 15.01.1982 | 11.01.1984 | 11.03.1985 | 20.09.1986 | В резерва                                                                            |
| USS Mobile Bay (CG-53)                            | CG-53 | Ingalls            | Бремъртън        | 15.01.1982 | 06.06.1984 | 22.08.1985 | 21.02.1987 | В резерва                                                                            |
| USS Antietam (CG-54)                              | CG-54 | Ingalls            | Пърл Харбър      | 20.06.1983 | 15.11.1984 | 14.02.1986 | 06.06.1987 | В строй                                                                              |
| USS Leyte Gulf (CG-55)                            | CG-55 | Ingalls            | Норфолк          | 20.06.1983 | 18.03.1985 | 20.06.1986 | 26.09.1987 | В резерва                                                                            |
| USS San Jacinto (CG-56)                           | CG-56 | Ingalls            | Филаделфия       | 20.06.1983 | 24.07.1985 | 14.11.1986 | 23.01.1988 | В резерва                                                                            |
| USS Lake Champlain (CG-57)                        | CG-57 | Ingalls            | Бремъртън        | 16.12.1983 | 03.03.1986 | 03.04.1987 | 01.06.1988 | В резерва                                                                            |
| USS Philippine Sea (CG-58)                        | CG-58 | Bath               | Норфолк          | 27.12.1983 | 08.04.1986 | 12.07.1987 | 18.03.1989 | В строй                                                                              |
| USS Princeton (CG-59)                             | CG-59 | Ingalls            | Сан Диего        | 16.12.1983 | 15.10.1986 | 02.10.1987 | 11.02.1989 | В строй                                                                              |
| USS Normandy (CG-60)                              | CG-60 | Bath               | Норфолк          | 26.11.1984 | 07.04.1987 | 19.03.1988 | 09.12.1989 | В строй                                                                              |
| USS Monterey (CG-61)                              | CG-61 | Bath               | Филаделфия       | 26.11.1984 | 19.08.1987 | 23.10.1988 | 16.06.1990 | В резерва                                                                            |
| USS Robert Smalls (CG-62) (бивш Chancellorsville) | CG-62 | Ingalls            | Йокосука         | 26.11.1984 | 24.06.1987 | 15.07.1988 | 14.11.1989 | В строй                                                                              |
| USS Cowpens (CG-63)                               | CG-63 | Bath               | Пърл Харбър      | 08.01.1986 | 23.12.1987 | 11.03.1989 | 09.03.1991 | В резерва                                                                            |
| USS Gettysburg (CG-64)                            | CG-64 | Bath               | Норфолк          | 08.01.1986 | 17.08.1988 | 02.07.1989 | 22.06.1991 | В строй                                                                              |
| USS Chosin (CG-65)                                | CG-65 | Ingalls            | Сан Диего        | 08.01.1986 | 02.07.1988 | 01.09.1989 | 12.01.1991 | В строй                                                                              |
| USS Hué City (CG-66)                              | CG-66 | Ingalls            | Филаделфия       | 16.04.1987 | 20.02.1989 | 01.06.1990 | 14.09.1991 | В резерва                                                                            |
| USS Shiloh (CG-67)                                | CG-67 | Bath               | Пърл Харбър      | 16.04.1987 | 01.08.1989 | 08.09.1990 | 24.04.1992 | В строй                                                                              |
| USS Anzio (CG-68)                                 | CG-68 | Ingalls            | Филаделфия       | 16.04.1987 | 21.08.1989 | 02.11.1990 | 02.05.1992 | В резерва                                                                            |
| USS Vicksburg (CG-69)                             | CG-69 | Ingalls            | Филаделфия       | 25.02.1988 | 30.05.1990 | 07.09.1991 | 21.09.1992 | В резерва                                                                            |
| USS Lake Erie (CG-70)                             | CG-70 | Bath               | Сан Диего        | 25.02.1988 | 06.03.1990 | 13.07.1991 | 24.07.1993 | В строй                                                                              |
| USS Cape St. George (CG-71)                       | CG-71 | Ingalls            | Сан Диего        | 25.02.1988 | 19.11.1990 | 10.01.1992 | 13.04.1993 | В строй                                                                              |
| USS Vella Gulf (CG-72)                            | CG-72 | Ingalls            | Филаделфия       | 25.02.1988 | 22.04.1991 | 13.06.1992 | 12.07.1993 | В резерва                                                                            |
| USS Port Royal (CG-73                             | CG-73 | Ingalls            | Пърл Харбър      | 25.02.1988 | 18.10.1991 | 20.11.1992 | 09.07.1994 | В резерва                                                                            |

## Коментари
1. ↑  Буквите показват принадлежността към определен класː ВВ – линкор, СС, CL, СА – съответно линеен, лек или тежък крайцер, CV – самолетоносач, DD – разрушител, SS – подводница и т.н.